# 平野時男
平野 時男（ひらの ときお、1922年8月6日 - 1993年7月27日）は、日本の柔道家（講道館8段）。
皇宮警察や綜合警備保障の柔道師範を務めたほか、欧州各国で柔道指導を行いアントン・ヘーシンクやウィレム・ルスカ等の世界チャンピオンを育てた事で知られる。

## 経歴

### 生い立ちから拓大入学まで
淡路島の洲本市に生まれ、旧制・洲本中学校に入学した直後の1935年4月より柔道を始めた。2年生で初段位を取得すると推薦により平安中学校へ転校し、大日本武徳会武道専門学校師範を務める福島清三郎8段（のち9段）の義方会塾に住みこんで4段・5段の猛者を相手に修行に励んだ。
平安中学主将となった平野は1939年に全国中等学校大会で優勝すると、同年秋に講道館で開催された明治神宮国民体育大会（中学校の部）に団体戦の京都府代表として出場し、優勝に貢献。2段位になった平野は翌40年も全国中等学校大会で連覇を達成し、再び京都府代表に選出された明治神宮大会では決勝の対東京府戦に中堅で出場して対戦相手の青木3段を大内刈で一閃。これが決勝ポイントとなって京都府代表としても2年連続優勝を果たした。
拓殖大学師範の牛島辰熊に見込まれた平野は1941年春に拓大の予科に入学し、牛島のほか木村政彦や甲斐利之ら本科の先輩を相手に猛稽古をこなした。この頃の拓大は“寝技の拓大”として他所からも恐れられ、稽古中は常に部員の5・6名が道場の脇で泡を吹いて倒れているという有様であったという。牛島塾に住み込んだ平野は寝技を牛島から、立技を同じく拓大師範の大谷晃から学び、身長166cm、体重75kgと小躯ながら平野はその技に磨きをかけた。

### 4段15人抜きとその後の活躍
4段位として出場した1941年10月30日の講道館紅白試合（抜き試合）で相手方の4段15人を抜いて16人目で引き分け、即日5段位に昇段。この偉業は翌日の毎日新聞朝刊で「柔道日本のホープ 講道館の新記録！」として大見出しで掲載された。
師の牛島の「負けは死と同義」「心臓止まりて、即ち攻撃やむ」という信念を体現し、警視庁武道館に出稽古して3時間の連続乱取りで猛者60人を手玉に取るなどの荒稽古をこなして警視庁師範を仰天させた事もある。1941年の第12回明治神宮大会に大学高専個人戦に出場すると、準々決勝で羽鳥輝久（慶大）を大外落、準決勝で斉藤雅夫（明大）を腕挫十字固、決勝では延長戦の末に松本安市（武専）を背負投で破り、優勝を果たした。猛稽古で鍛えた平野は、いつしか先輩の木村政彦と合わせて“拓殖大の双璧”と言われるまでになっていた。
連覇がかかる翌42年の明治神宮大会では、準決勝で接戦の末に大久保秀雄（武専）に優勢勝、決勝で角田良平（日大）を大外刈で破り、2連勝となった。なお、太平洋戦争の戦禍が激化したのに伴い明治神宮大会での柔道競技これが最後となり、平野自身のこの頃の大会成績も宮内省済寧館で1943年5月に開催された武道大会で5段の部優勝の記録が残っている程度である。1944年には学徒出陣の候補生として召集され、道衣に袖を通す事も難しくなっていった。
終戦に伴い1946年に復員すると、同年春に拓殖大学商学部を卒業した平野は柔道の道を再び志し、牛島の勧めにより皇宮警察の師範に着任。この頃GHQの武道禁止令により柔道大会は禁止されており、ようやく1948年11月2日に第3回国民体育大会の公開競技として復活した久しぶりの柔道大会では、決勝で羽鳥輝久（東京海上）を破り優勝を果たしている。

### 欧州にて柔道指導
GHQの要請によりアメリカ兵にも柔道を指導した平野は、その縁で1952年に皇宮警察師範を辞して欧州に柔道普及の旅へ出る事になった。3月5日に到着した最初の訪問国であるオランダでは欧州アマチュア柔道連盟の会長を務めていたドクター・シュッターをはじめ柔道関係者から歓迎を受けたものの、フランスでは諸般のトラブルにより国外退去処分となり、トラックの荷台に隠れて再びオランダに入国（いわゆる密入国）する憂き目に。結局、ドクター・シュッターの口利きで西ドイツのケルン大学に柔道師範として迎えられる事となった。
以来13年に渡り欧州各国で柔道指導を行い、当初は毎日のように道場生を相手に20人掛や30人掛、中には50人掛を実演している。1954年にはドイツのマンハイムで105人を抜いたほか、1955年にはオランダのアムステルダムで、レスリングのフリースタイルで4年間欧州チャンピオンを保持したピーター・アーツ（アントン・ヘーシンクのレスリング時代の師でもある）が道場破りに現れ、これを返り討ちにしている。また、同じく異種格闘技戦となったボクシングの選手を倒した事もあった。
平野が日記に書き留めた記録では1958年までの6年間で4,000人と試合をして遂に負け知らずだった事が確認でき、身長166cm・体重75kgという小躯ながら成し遂げたこれら偉業は、主に南米において異種格闘技戦を繰り返した柔道家・前田光世にあやかって“欧州版コンデ・コマ”との呼び声も高い。

### 弟子の活躍と晩年
欧州における数多の門弟の中でも特筆されるのが、オランダで指導し後に世界チャンピオンとなったアントン・ヘーシンクとウィレム・ルスカである。ヘーシンクは1961年にパリで開催された世界選手権で神永昭夫や曽根康治ら日本のトップ選手を下し、外国人初の優勝を果たした。少年時代から指導したウィレム・ルスカについては、1963年の世界選手権のためソルトレイクシティへ出発する10日前にも直接指導を行った。40歳を越えていた平野は26歳のルスカを寝技で子供を扱うように手玉に取り、「立技で日本人の2流級、寝技で日本人の5流級」が平野の実感であった。ところが直後に開催された世界選手権でルスカが重量級金メダルを獲得し、事実上世界一の柔道家になると、平野は呆然としたという。即ち、教え子のルスカの優勝という喜びと、日本人柔道家の弱体化という現実による葛藤であった。
帰国後は綜合警備保障や母校・拓殖大学で後進の指導に当たり、柔道のみならず人との接し方や話術、身だしなみなど欧州仕込の社会人の在り様を説いた。弟子には後に愛知県警柔道師範を務めた高濱久和など。
入院中であった1993年7月、同年4月に死去した拓大時代の先輩である木村政彦の後を追うように他界した。
平野は日本よりも欧州で知名度が高く、2014年に「平野時男師範20年追悼式」がフランスのブルゴーニュで開催さた際には、かつて平野の指導を受けた高齢の門下生たちが駆け付けている。
平野から直接指導を受けた門弟の多くが高齢化ないし他界した現在、平野の技術をそのまま継承する柔道家はほぼ皆無だが、動画サイトYouTubeでは当時の平野の稽古風景と体捌きを確認する事が出来る 。とりわけ背負投や跳腰における、ダンスでも踊るかの如き軽やかな独特のステップ（“事前作り”と呼ばれる）は特徴的である。